# Victor Thiébaut
Victor Adolphe Thiébaut (né à Paris le 21 juillet 1823, où il est mort le 1er février 1888) est un des plus illustres fondeurs d'art français. Il est le créateur de la Fonderie d’art Thiébaut Frères, une des plus importantes et prestigieuses fonderies d’art en France durant les XIXe et XXe siècles. Ses réalisations sont visibles dans le monde entier et en particulier à Paris,.

## Biographie
En 1849, après s'être associé avec lui, son père Charles Antoine Floréal lui laisse les rênes de la fonderie familiale « Thiébaut & Fils », une entreprise de fabrication de boucles et médailles, cylindres pour impression de toile et papier, pièces pour machines à vapeur et autres objets industriels en bronze et en cuivre. 
Deux ans plus tard, en 1851, Victor Thiébaut décide de débuter une nouvelle activité de fondeur d’art. Il crée alors la « Fonderie d’art Thiébaut Frères ». C’est à partir de cette époque que la maison va connaître une grande prospérité et une renommée artistique internationale.
Victor Thiébaut était un perfectionniste. Il estimait que la perfection de la fonte était le point principal de la fabrication d’une œuvre. Cette manière de voir lui valut la confiance, l’amitié et les conseils des artistes sculpteurs de l’époque. 
Les premières œuvres de Victor Thiébaut sont exposées dans toute l’Europe. L’Exposition universelle de Londres, en 1862, lui fait obtenir la croix de chevalier de la Légion d'honneur. 
Cette même année, il est élu maire du 10e arrondissement de Paris.
Au fil des années, la renommée de la « fonderie d’art Thiébaut Frères » permit à l’entreprise de réaliser des œuvres de plus en plus importantes, en collaboration avec des artistes prestigieux. 
En 1860, Victor Thiébaut réalise sa première œuvre parisienne : les fontes de l’ « Agriculture » et le « Travail » de Gumery. Ces œuvres sont visibles sur une des fontaines du square Émile-Chautemps (3e arr.). 
En 1861, il réalise une œuvre monumentale pour la ville de Paris : le groupe de bronze « Saint Michel terrassant le Démon » par Duret, installé sur la fontaine Saint Michel (6e arr.). 
En 1863, encore une œuvre monumentale installée au cœur de la capitale. Victor Thiébaut réalise la statue de Napoléon Ier, installée au sommet de la colonne Vendôme. La statue est abattue en 1871 puis réparée en 1875 par la « Fonderie d’art Thiébaut Frères ».
Entre 1864 et 1899, Victor Thiébaut réalisa de nombreuses œuvres monumentales présentes, encore aujourd’hui, dans toute la capitale, parmi lesquelles « Le Triomphe de la République », place de la Nation, le « monument à Jeanne d’Arc », place des Pyramides, les « Lionnes du Sahara », palais du Louvre, de nombreuses œuvres présentes dans le jardin du Luxembourg, le jardin des Tuileries, le jardin des Plantes, sur de nombreuses places... 
En 1865, il réalise la statue équestre de Napoléon à Rouen.
En 1878, la « Fonderie d’art Thiébaut Frères » réalise la fonte de l’œuvre « Charlemagne et ses Leudes », installée sur parvis Notre-Dame. Il est nommé officier de la Légion d'honneur.
Victor Thiébaut meurt en 1888, laissant alors à ses fils Victor et Jules les commandes de l’entreprise familiale. Jusqu’à ses derniers jours, Victor Thiébaut travailla sur deux commandes monumentales qui ne seront terminées et installées qu’après sa mort.

## Maire du10earrondissementde Paris
Victor Thiébaut est élu maire du 10e arrondissement de Paris en 1862. Il exercera ce mandat jusqu'en 1870.

## Lieux d'activité et de résidence
- En 1787, la Fonderie est reprise par son grand-père Charles Cyprien Thiébaut.
- En 1789, elle se développe et Charles, Cyprien transfère ses ateliers au 42 rue Ponceau, à Paris.
- En 1827, la Fonderie s'agrandit et s'installe au 152, rue du Faubourg Saint-Denis.
- En 1877, la construction de la gare de l'Est oblige la Fonderie Thiébaut Frères a déménager au 32 rue Villiers (devenue rue Guersant par la suite) car ses emprises abritèrent, par la suite, les bureaux de la Compagnie de l'EST dont l'entrée principale débouche 13-23 rue d'Alsace.
- En 1884, les frères Thiébaut ouvrent un magasin au 32 avenue de l'Opéra.

La famille Thiébaut détient, depuis le 18 mai 1844, le château de Brou situé à Brou-sur-Chantereine, en Seine-et-Marne. Jusqu'en 1940, elle a résidé principalement à Paris à diverses adresses.

## Distinctions
- Chevalier de l'ordre de Léopold
- Officier de la Légion d'honneur (décret du 20 octobre 1878). Il est nommé chevalier le 12 août 1863.